# Stenoonops minutus
Stenoonops minutus là một loài nhện trong họ Oonopidae.
Loài này thuộc chi Stenoonops. Stenoonops minutus được miêu tả năm 1935 bởi Ralph Vary Chamberlin & Ivie.